# Mosonmagyaróvár
Mosonmagyaróvár (en alemán Ungarisch-Altenburg, en latín Ad Flexum) es una ciudad en el condado de Győr-Moson-Sopron, en el noroeste de Hungría, cerca de las fronteras húngaras con Austria y Eslovaquia. En 2009 contaba con una población de 32.256 habitantes según la Központi Statisztikai Hivatal.
Mosonmagyaróvár resultó de la unión de dos ciudades anteriores: Magyaróvár y Moson (en alemán: Wieselburg). La ciudad de Moson era originalmente la capital del condado de Moson, existente como tal hasta principios del siglo XX, en el Reino de Hungría. Sin embargo, la capital del condado se trasladó a Magyaróvár durante la Edad Media. Ambas ciudades se unieron definitavamente en 1939. Debido a la pronunciación algo complicada de Mosonmagyaróvár, también es conocida como Móvár por los lugareños y como Moson por los extranjeros. 
La odontología es una importante actividad económica en Mosonmagyaróvár, con unas 150 clínicas dentales. La ciudad recibe muchos clientes austriacos que realizan turismo dental buscando un servicio médico dental más barato que el de su país. 

## Ciudades hermanadas
La ciudad de Mosonmagyaróvár está hermanada con:
- Hattersheim am Main, Alemania
- Stockerau, Austria
- Šamorín, Eslovaquia
- Senec, Eslovaquia
- Piotrków Trybunalski, Polonia
- Pezinok, Eslovaquia
- Neusiedl am See, Austria
- Nova Gorica, Eslovenia